# Julián Romero
 (août 2023).
Julián Romero de Ibarrola, né à Huélamo en 1518 et mort à Felizzano en 1577, est un commandant militaire espagnol du XVIe siècle. Il est l'un des rares soldats ordinaires de l'armée espagnole à atteindre le grade de maestre de campo (en).

## Famille
Julian Romero est le fils de Pedro de Ibarrola, gentilhomme maître d'œuvres, natif de Puebla de Aulestia en Biscaye et de Juana Romaro, originaire de Huélamo, dans la province de Cuenca.

## Soldat dans lestercios
Romero est né à Huélamo, dans la province de Cuenca, en Espagne. On ne sait rien de plus sur sa jeunesse.
En 1534, à l'âge de 15 ou 16 ans, il quitte Torrejoncillo avec quelques soldats qui doivent s'embarquer pour la conquête de Tunis, se rendant populaire des années plus tard pour y avoir servi comme tambour.

« ¡Mentís

vos, y vos, y quien creyó

que yo fui tamborinero!

Mozo de atambor sí fui,

y soy también caballero,

y agora verás aquí

quién es Julián Romero. »

On suppose que pendant quelques années, il sert comme soldat dans les tercios en Italie et on n'entend de nouveau parler de lui que lorsque les troupes sont revenues par mer après le siège de Saint-Dizier en 1544, récemment démobilisées et débarquées à Douvres et plus tard à Plymouth, où elles sont entrées au service du roi Henri VIII d'Angleterre en tant que mercenaires.

## Mercenaire et chevalier en Angleterre

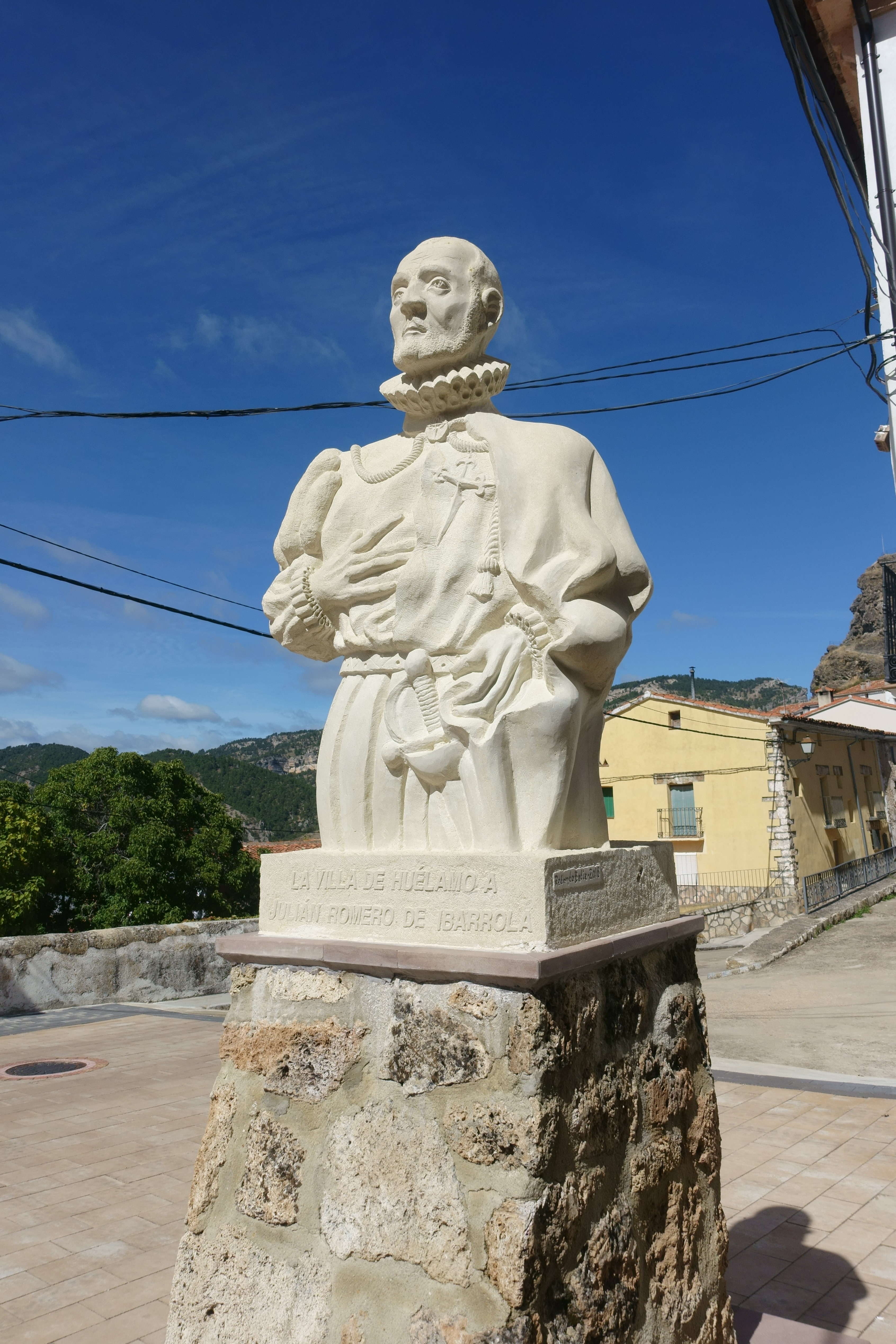
Monument à Julián Romero à Huelamo

Avec Pedro de Gamboa comme maestro de campo (en), les soldats espagnols, dont Julián Romero, affluent vers la frontière écossaise en 1545. Cependant, la guerre avec la France les fait se déplacer rapidement vers des territoires détenus par la couronne anglaise en France, et notamment le port de Calais. De là, ils participent à divers combats contre les troupes de François Ier dans la région de Boulogne-sur-Mer et Ardres, aujourd'hui dans la région Nord-Pas-de-Calais, jusqu'à ce que la paix soit signée entre les deux monarques le 7 juin 1546.

### Duel avec Antonio Mora
Antonio Mora, un capitaine espagnol au service de François Ier, défie Pedro de Gamboa en duel, et Julián Romero se propose de prendre la place de ce dernier. Comme les deux capitaines, Mora et Romero, servent les deux monarques ennemis, le duel a plus d'importance qu'une simple dispute personnelle et un terrain est aménagé à Fontainebleau pour que les personnalités, dont le roi et son héritier, ainsi que les ambassadeurs anglais, puissent y assister. Julián Romero remporte la victoire et reçoit le titre de sir de la part du roi d'Angleterre.

### Guerre en Écosse
Le 11 septembre 1547, il commande une unité de l'armée espagnole à la bataille de Pinkie Cleugh, en tant qu'allié des Anglais dans leur guerre contre l'Écosse connue sous le nom de rough wooing.
La bataille s'avère catastrophique pour les Écossais, et Romero reçoit du roi Henri VIII d'Angleterre, impressionné par ses aptitudes, la distinction de chevalier banneret, c'est-à-dire chevalier servant sous son propre drapeau (knight having vassals under his banner).
En 1549, il est nommé maestro de campo (en), en remplacement de Gamboa. L'unité de Romero est capturée lors du siège de Haddington à Coldingham au printemps 1549. Après sa libération, il est stationné à Cheswick (en), dans le Northumberland, en mai 1549.
Après la disgrâce de William Paget, la plupart des soldats espagnols qui se trouvent en Grande-Bretagne se rendent en Flandre. Là, Romero rejoint les troupes de l'empereur Charles Quint, qui reconnaît le grade de capitaine obtenu pour ses services en Angleterre, et requiert ses services dans la guerre d'Italie de 1551-1559 (en).

## Capitaine destercios

### Guerres avec la France
Romero est à Gand en 1552 et défend les terres de la Principauté de Liège. En 1554, il participe à la campagne de Picardie, étant à la défense de Dinant ; il est fait prisonnier par les Français qui se sont emparés de la place. On suppose qu'il a accompagné Philippe II d'Espagne lors de son séjour en Angleterre après son mariage avec Marie Tudor.
En 1557, il se distingue à la bataille de Saint-Quentin, où sa jambe est amputée après avoir été blessée par une balle de mousquet. En 1558, Philippe II lui accorde l'habit de l'Ordre de Santiago et, cette même année, il participe à la bataille de Gravelines.

### Castellan en Flandre
En 1559, il est castellan de Damvillers et de Douai. Avec la paix du Cateau-Cambrésis, le rapatriement des troupes espagnoles résidant en Flandre a lieu le 10 janvier 1561 depuis la Zélande.

### Capitaine à La Goulette
En avril 1561, le capitaine Romero est à Malaga pour s'embarquer avec trois compagnies pour renforcer la garnison de La Goulette, où il arrive fin mai. En septembre de la même année, il demande son transfert à Philippe II, pour retourner en Espagne en 1562, où il rend visite à ses parents maternels à Torrejoncillo. Plus tard, il se rend à Madrid.

### Secours de Malte
Lorsque Malte est assiégée par les Turcs en 1565, Philippe II envoie les tercios d'Italie à son secours. Parmi eux se trouve le capitaine Julián Romero, dont la compagnie garde Syracuse. En raison du décès de Melchor de Robles en septembre, Romero le remplace comme maestro de campo du Tercio Viejo de Sicilia (es), et est enjoint par le duc d'Albe de l'accompagner aux Pays-Bas pour écraser la révolte hollandaise.

## Maestro de campodu Tercio sicilien

### Guerre des Flandres
Romero marche vers les Flandres en 1567 à la tête du tercio de Sicile et participe à diverses actions dans les premières années de la guerre de Quatre-Vingts Ans, comme la bataille de Jemmingen. En 1568, il commande la garde lors de l'exécution (nl) des comtes d'Egmont et de Hornes.
À l'automne 1569, il retourne en permission en Espagne et y vit pendant un certain temps jusqu'à ce qu'en 1572, il quitte Laredo avec Juan de la Cerda y Silva (es), 4e duc de Medinaceli, et six compagnies inexpérimentées. Ils arrivent à Ostende en juin 1572.
En août 1572, Romero est nommé par Philippe II au Conseil de guerre en Flandre. Il se distingue à cette fonction dans la période entre la mort de Luis de Requesens et l'arrivée de Juan d'Autriche en tant que nouveau gouverneur des Pays-Bas.
Romero participe au siège de Mons, où il perd un bras lorsqu'il est blessé par un tir d'arquebuse ; il mène aussi une encamisada (es) (attaque nocturne) dans le camp de Guillaume d'Orange. À la fin de 1572, il participe au massacre de Naarden, puis au siège de Haarlem, où il perd un œil à la suite d'une blessure de mousquet. Rapidement rétabli, il continue le siège jusqu'à la capitulation de la ville en juillet 1573. Après le siège, il doit faire face à la mutinerie des troupes espagnoles, révoltées par l'accumulation des arriérés de solde, voyant sa propre vie menacée. Cette même année, il participe au siège d'Alkmaar.
En 1574, Luis de Requesens le charge de secourir les troupes encerclées à Middelbourg avec une armada de navires, mais il perd la bataille de Reimerswaal, où, son bateau ayant coulé, il est contraint de rejoindre le rivage à la nage. Cette même année, il participe également à la bataille de Mook, puis se rend au siège de Leiden. Avec la réduction de son tercio à 12 compagnies par la commission de réforme de Requesens, avec sa famille en Espagne, jugeant que ses mérites ne sont pas suffisamment reconnus, fatigué et mutilé, il notifie au gouverneur des Pays-Bas qu'il démissionne de son poste. En fait, il sera maintenu dans ses fonctions jusqu'à la fin du conflit.
En 1575, il participe au siège de Zierikzee, qui dure jusqu'en juin 1576 et, après avoir rejoint les soldats mutins à Alost, il travaille au secours des troupes espagnoles encerclées à Anvers.
À la suite de l'édit perpétuel de 1577, les troupes espagnoles sont contraintes de quitter les Pays-Bas et sont conduites en Italie. Ils stationnent en Ligurie et reçoivent l'ordre de s'embarquer pour l'Espagne en juin de la même année. Julián Romero est nommé castellan de Crémone, mais Don Juan d'Autriche demande bientôt le retour des tercios, et Julián Romero est chargé de diriger les troupes qui doivent marcher d'Italie vers les Flandres avec le grade de maestro de campo general. Sur le chemin entre Alessandria della Paglia et Solero, la mort le surprend alors qu'il conduit les troupes à cheval. Il a alors 59 ans, n'a connu d'autre vie que l'armée, et a perdu un œil, une jambe, un bras, trois frères et un fils au combat.
Il est enterré à Alexandrie, dans l'église San Giacomo della Vittoria (it).

## Mariage et progéniture
Il épouse María Gaytán, avec qui il a une fille unique, Francisca Romero, baptisée en mai 1571. En Flandre, il a au moins trois enfants illégitimes, un garçon, mort en tant que soldat en 1574, une fille nommée Juliana Romero (mariée au capitaine Francisco del Arco Torralba (es)) et un fils nommé Pedro de Ibarrola.

## Dans les arts

### Dans la peinture

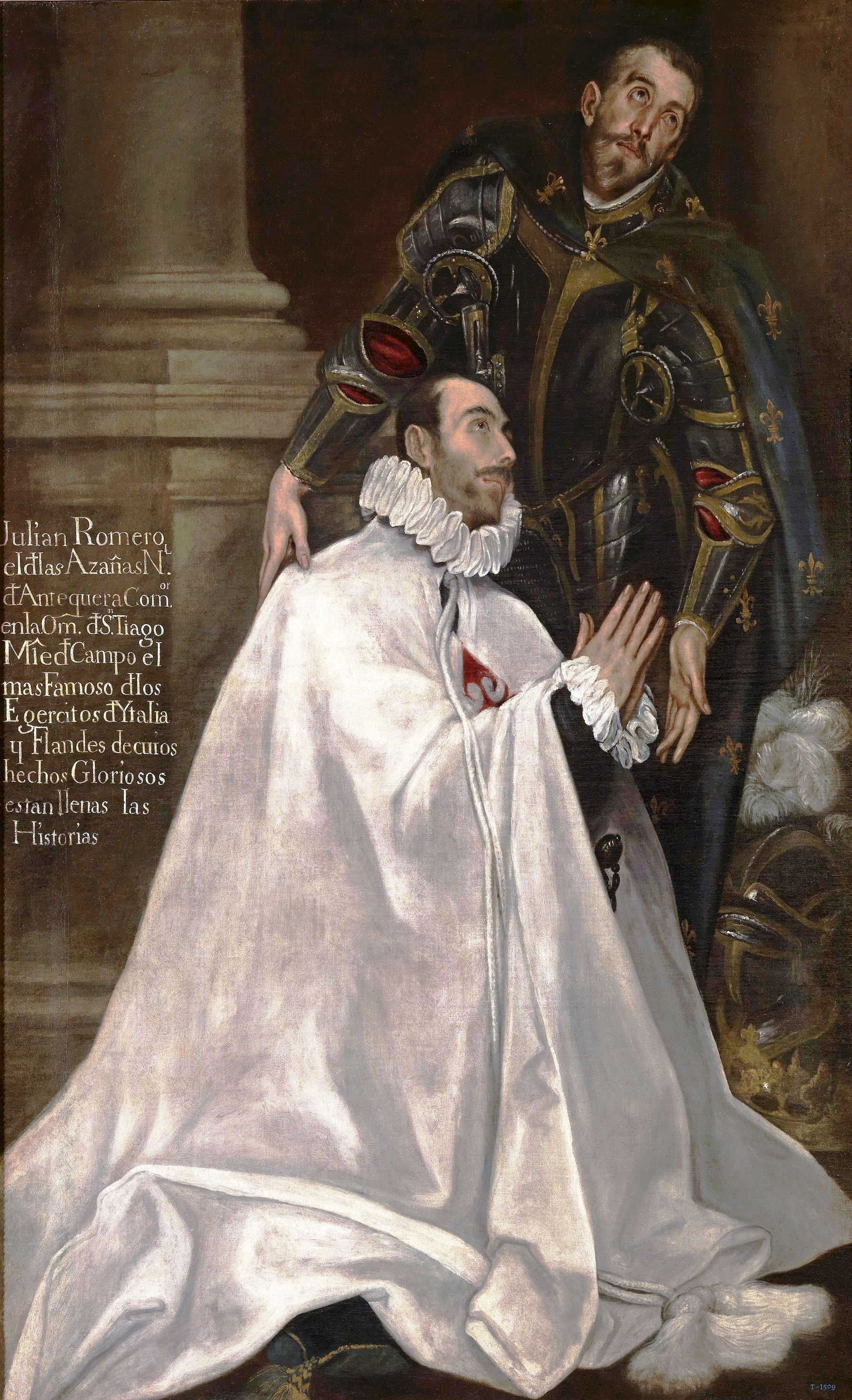
Julián Romero et son Saint Patron, par El Greco (c. 1612 - 1614)

Julián Romero a été peint par El Greco sur commande de sa fille, Francisca Romero, pour être accroché dans la salle capitulaire du couvent des Trinitaires déchaussés (es) de Madrid, qu'elle a fondé. Ce tableau est conservé au musée du Prado.

### Dans la littérature
- Lope de Vega, dramaturge, composa une comédie basée sur la figure du personnage, qui fut publiée par l'Académie royale d'histoire en 1916, dans le tome VII des œuvres de Lope de Vega.
- Pierre de Bourdeille, seigneur de Brantôme, qui connut personnellement Julián Romero lors de leur séjour à Messine en 1566, lui dédia quelques passages dans ses ouvrages.
- Michel de Montaigne mentionne Julián Romero dans ses Essais (livre I, chap. 6) sur la dangerosité de parlementer pendant une guerre ou un siège. Montaigne commente que Julián Romero a fait une erreur d'apprenti en quittant la ville assiégée de Dinant pour parlementer avec l'ennemi, car à son retour, il a retrouvé la place conquise.
- Le poète Diego Jiménez de Ayllón (es), dans son cycle dédié aux soldats les plus remarquables de son temps, a composé un sonnet pour Romero.
- Le dramaturge du XVIIIe siècle, José de Cañizares (en), s'est inspiré de sa vie pour sa comédie Ponerse hábito sin pruebas y el valor como ha de ser, el guapo Julián Romero (1739), également connu sous le nom de El valor como ha de ser, El valiente como ha de ser ou, tout simplement, El guapo Julián Romero[8].
- Arturo Pérez Reverte s'inspire de ce personnage historique pour le protagoniste de son œuvre Les Aventures du capitaine Alatriste.
- José Javier Esparza Torres (es) a commencé la série de romans Memorias del maestre de campo de los tercios Julián Romero.